# Nfifa
Nfifa (en àrab نفيفة, Nfīfa; en amazic ⵏⴼⵉⴼⴰ) és una comuna rural de la província de Chichaoua, a la regió de Marràqueix-Safi, al Marroc. Segons el cens de 2014 tenia una població total de 6.463 persones.